# Fritz Driescher junior
Fritz Driescher (* 18. Dezember 1910 in Kapellen, Kreis Grevenbroich-Neuß; † 4. Dezember 1986 in Moosburg a.d.Isar) war ein deutscher Elektroingenieur und Unternehmer.

## Werdegang
Driescher ist ein Sohn des Elektrotechnikers und Firmengründers Fritz Driescher. 1948 übernahm er von seinem Vater die Leitung der Elektrotechnischen Werke Fritz Driescher in Moosburg, das 1939 als Zweigwerk des seit 1925 in Rheydt ansässigen Unternehmens gegründet worden war.
Die Firma Driescher blieb nach seinem Tod bis heute in Familienbesitz und ist heute ein global operierendes Unternehmen und einer der führenden Anbieter von Nieder- und Mittelspannungs-Schaltanlagen und Schaltgeräten von 0,4 kV bis 38,5 kV/52 kV.

## Ehrungen
- 26. April 1963: Ehrenbürger der Stadt Moosburg a.d.Isar
in Würdigung seiner außergewöhnlichen Schenkungen und Stiftungen für Heime und Schulen
- 1963: Ehrenbürger der Technischen Universität München[1]
- 1968: Verdienstkreuz 1. Klasse der Bundesrepublik Deutschland
- Benennung einer Straße in Moosburg a.d.Isar